# Plagiostachys lateralis
Plagiostachys lateralis là một loài thực vật có hoa trong họ Gừng. Loài này được (Ridl.) Ridl. miêu tả khoa học đầu tiên năm 1899.